# Edward Hatala
Edward Hatala (ur. 1 października 1947 w Bydgoszczy) – polski trener lekkiej atletyki.

## Życiorys
Od 1963 uprawiał lekką atletykę w barwach MKS Śródmieście Łódź, gdzie jego trenerem był Władysław Kwiatkowski. W 1966 zdobył złoty medal mistrzostw Polski juniorów w biegu na 200 metrów W 1966 ukończył IV Liceum Ogólnokształcące im. Emilii Sczanieckiej w Łodzi, w 1971 studia w Wyższej Szkole Wychowania Fizycznego we Wrocławiu. Po studiach pracował szkołach łódzkich, od 1976 do 1990 był inspektorem w Wydziale Oświaty, Wychowania i Kultury Urzędu Dzielnicowego Łódź Polesie. Był też jednym z założycieli Ogniska Towarzystwa Krzewienia Kultury Fizycznej Delfin w Łodzi (1976). Równocześnie w latach 1972-2000 był trenerem w sekcji lekkoatletycznej ŁKS Łódź. W latach 80. XX wieku został trenerem reprezentacji Polski seniorów w skoku wzwyż, prowadził ją na igrzyskach olimpijskich w Barcelonie (1992) i Atlancie (1996). Od 2000 pracował w AZS Łódź. Od 2005 kierował w Łodzi centralnym ośrodkiem szkolenia PZLA w skoku wzwyż. W 2006 należał do założycieli łódzkiego Społecznego Towarzystwa Sportowego Rozwój
Jego zawodnikami byli olimpijczycy Jolanta Bartczak, Artur Partyka i Robert Wolski, a w kadrze narodowej także Jarosław Kotewicz, Przemysław Radkiewicz i Marcin Kaczocha.
W 1997 został odznaczony Krzyżem Kawalerskim Orderu Odrodzenia Polski.